# Euderces aspericollis
Euderces aspericollis är en skalbaggsart som först beskrevs av Chemsak 1969.  Euderces aspericollis ingår i släktet Euderces och familjen långhorningar.
Artens utbredningsområde är Honduras. Inga underarter finns listade i Catalogue of Life.